# Checoslovaquia en los Juegos Olímpicos de Lake Placid 1932
Checoslovaquia estuvo representada en los Juegos Olímpicos de Lake Placid 1932 por un total de 6 deportistas que compitieron en 4 deportes.  
El portador de la bandera en la ceremonia de apertura fue el esquiador de fondo Antonín Bartoň. El equipo olímpico checoslovaco no obtuvo ninguna medalla en estos Juegos.